# 尚-菲利浦·德·歇索
尚-菲利浦·德·歇索（Jean-Philippe Loys de Cheseaux）是一位瑞士天文學家。

## 生平
1718年5月4日，尚-菲利浦·德·歇索出生於沃邦洛桑，父親保羅·艾蒂安·洛伊斯·德·歇索（Paul-Etienne Loys de Cheseaux），母親是埃斯蒂安·朱迪思·德·克魯薩（Estienne-Judith de Crousaz） 。
他接受外祖父、數學家和哲學家尚-皮埃爾·德·克魯薩（Jean-Pierre de Crousaz）的教育，並於1735年17歲時寫下了他的第一篇論文，題目為《Essais de Physique》。

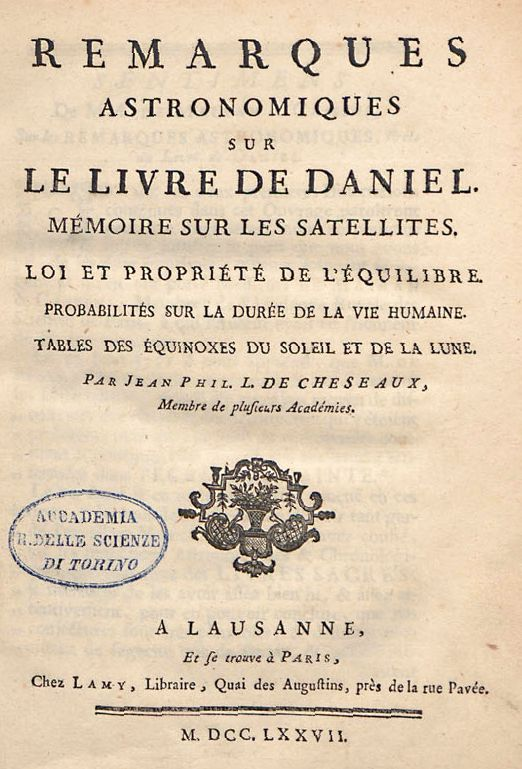
Remarques astronomiques sur le livre de Daniel, 1777

1736年，尚-菲利浦·德·歇索在他父親位於洛桑河畔的土地上建立了一座天文台。1744 年，他發表了《Traité de la Comète》，這是一篇關於他對1744年大彗星的觀測論文。他也是第一個指出奧伯斯悖論（如果宇宙是無限的，夜空應該是明亮的）的天文學家 。
他在發現1744年大彗星之後，發現了彗星C/1746 P1。1746年，他向法國科學院提交了一份星雲清單，其中八個是他自己的新發現。紀堯姆·勒讓蒂於1759年私下記錄了這份名單，但直到1892年才由紀堯姆·比古爾丹公開。
自1747年起，成為哥廷根、聖彼得堡、斯德哥爾摩科學院及巴黎科學院和倫敦皇家學會的通訊院士。他被邀請擔任聖彼得堡天文台台長，但他拒絕邀請。1751年，歇索前往巴黎進入科學院。1751年11月30日，他在短暫患病後去世。

## 論文
- . Lausanne: Marc Michel Bousquet & C. 1744 （法语）.
- . Lausanne: Pierre Michel Lamy. 1777. Bibcode:1777rasl.book.....L （法语）.

## 外部連結
- Short biography （页面存档备份，存于） at SEDS
- De Cheseaux's List of 21 "Nebulae" （页面存档备份，存于） at SEDS